# Jean Govaerts
Jean Desiré Govaerts (* 1. September 1938 in Schoten) ist ein ehemaliger belgischer Radrennfahrer.

## Sportliche Laufbahn
Govaerts war im Bahnradsport und im Straßenradsport aktiv. Er war Teilnehmer der Olympischen Sommerspiele 1960 in Rom. Im Zeitfahren kam er beim Sieg von Sante Gaiardoni auf den 7. Platz.
Bei den nationalen Meisterschaften im Bahnradsport wurde er 1961 Vize-Meister im Omnium und 1962 im Sprint bei der Winterbahnmeisterschaft. Dritter wurde er 1957 und 1959 im Sprint.
1962 wurde er Berufsfahrer und blieb bis 1964 als Radprofi aktiv.